# Citno (città)
Chora di Kythnos (o Messaria) è il capoluogo dell’isola di Kythnos e sede dell’omonimo Comune della Grecia. Secondo il censimento del 2011, la popolazione residente conta 561 abitanti.

## Denominazione
Come molti capoluoghi delle isole dell'Egeo si chiama Chora ma è diffusamente conosciuta dalla popolazione locale con il nome di Messarià. Tale denominazione si riferisce al fatto che è stata edificata all'interno dell'isola. Vi è anche una seconda versione che attribuisce le radici al nome all’origine francese Missaria. Motivo per il quale gli abitanti di Chora vengono chiamati Messarioti.

### Descrizione
Chora si trova nell'entroterra al centro-nord dell'isola. In origine era un piccolo borgo rurale che ha iniziato a svilupparsi a partire dal XVII secolo. Secondo la storia gli abitanti nel 1537 si arresero sotto l’attacco del pirata Barbarossa, lasciando la capitale, il Castello di Oria o Katakefalo e si stabilirono lontano dal mare, nell’area dell’attuale Messarià. La stessa tradizione afferma che le prime case furono costruite intorno alla chiesa della Santissima Trinità.
Nel 1791 iniziò ad operare la prima scuola nel monastero di Panagia Nikous, appena fuori Chora. Il primo maestro fu il monaco Parthenios Koulouris di Sifnos al quale successe nel 1809 il monaco locale Makarios Filippos, che ha insegnato con successo per lungo tempo. Il paese dopo la rivoluzione del 1821 è stato ufficialmente designato capitale di Kythnos.
A Chora sono ospitate le prime 3 classi della Scuola Elementare e altre tre sono a Dryopida. Sono operativi a anche uno studio medico e varie attività ricettive e di ristorazione.
A Chora ci sono molte chiese e due monasteri: la Santissima Trinità (la più antica chiesa dell'isola), Agios Savvas del XVII secolo, la Trasfigurazione del Salvatore con iconostasi del XVII secolo, Agios Ioannis il Teologo, Agios Nikolaos, Agia Barbara ad Asteras, il monastero di Panagia tou Nikous e il monastero di Prodromos a Chordaki. A Chora è possibile trovare i resti di antichi mulini a vento.
A Chora è in fase di allestimento il Museo Archeologico di Kythnos, di prossima apertura, che ospiterà i numerosi e ricchissimi reperti ritrovati negli scavi dell'antica capitale dell'isola, Vryokastro. Ospiterà anche la collezione archeologica ora presente nel Parco Katholikon del paese nel quale furono collocate nel 1973 sculture e reperti architettonici ritrovati sull’isola.

## Galleria d'immagini

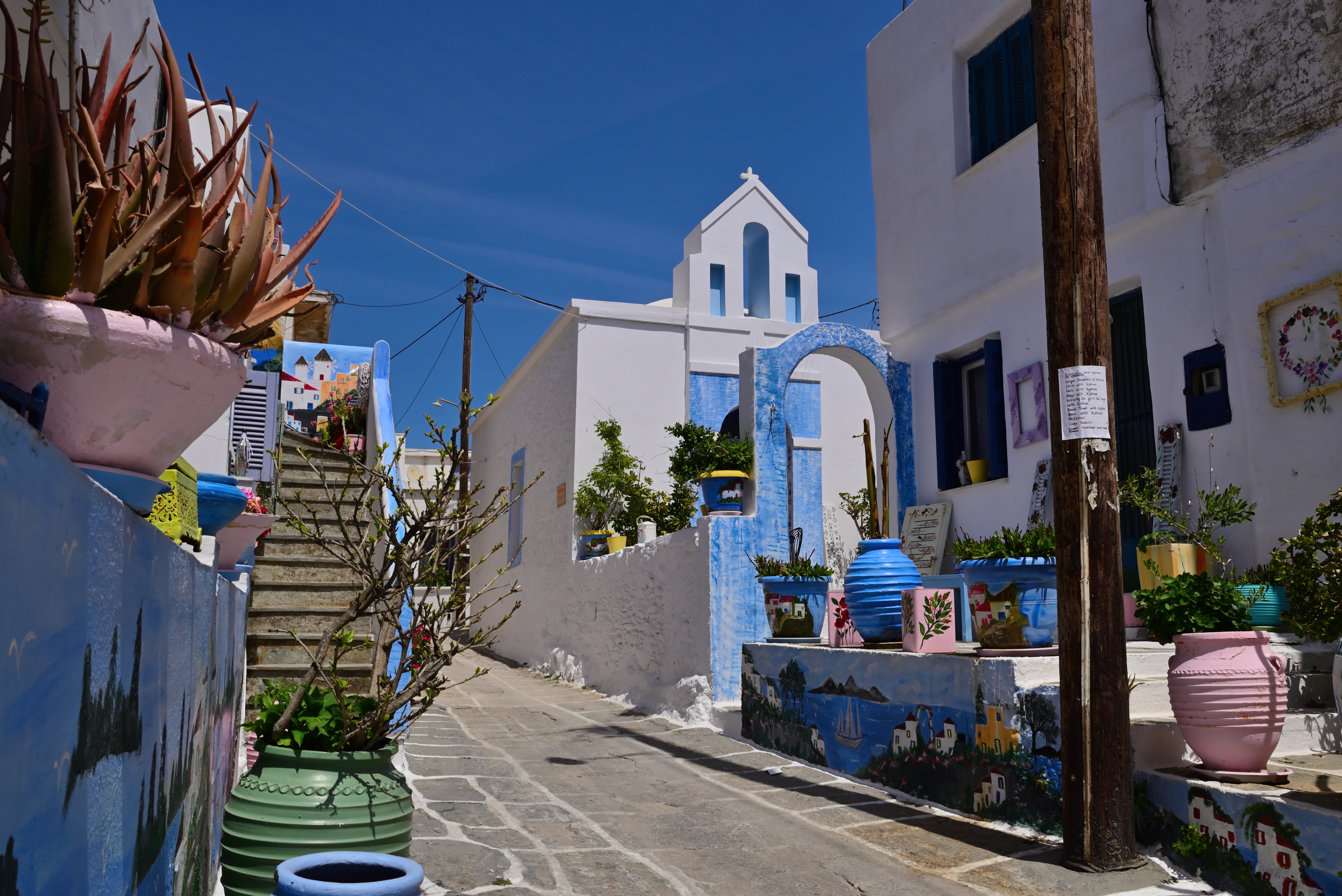
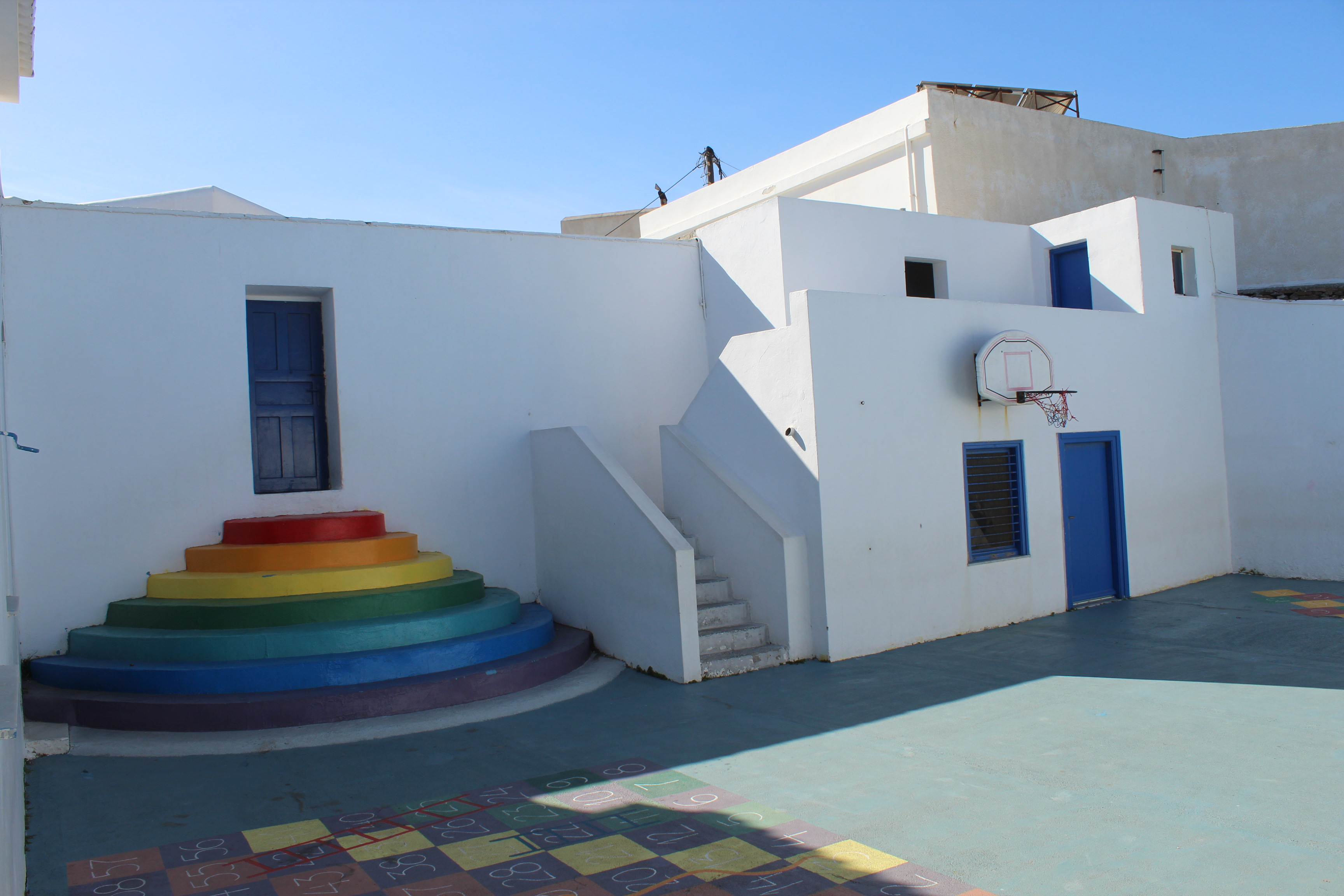
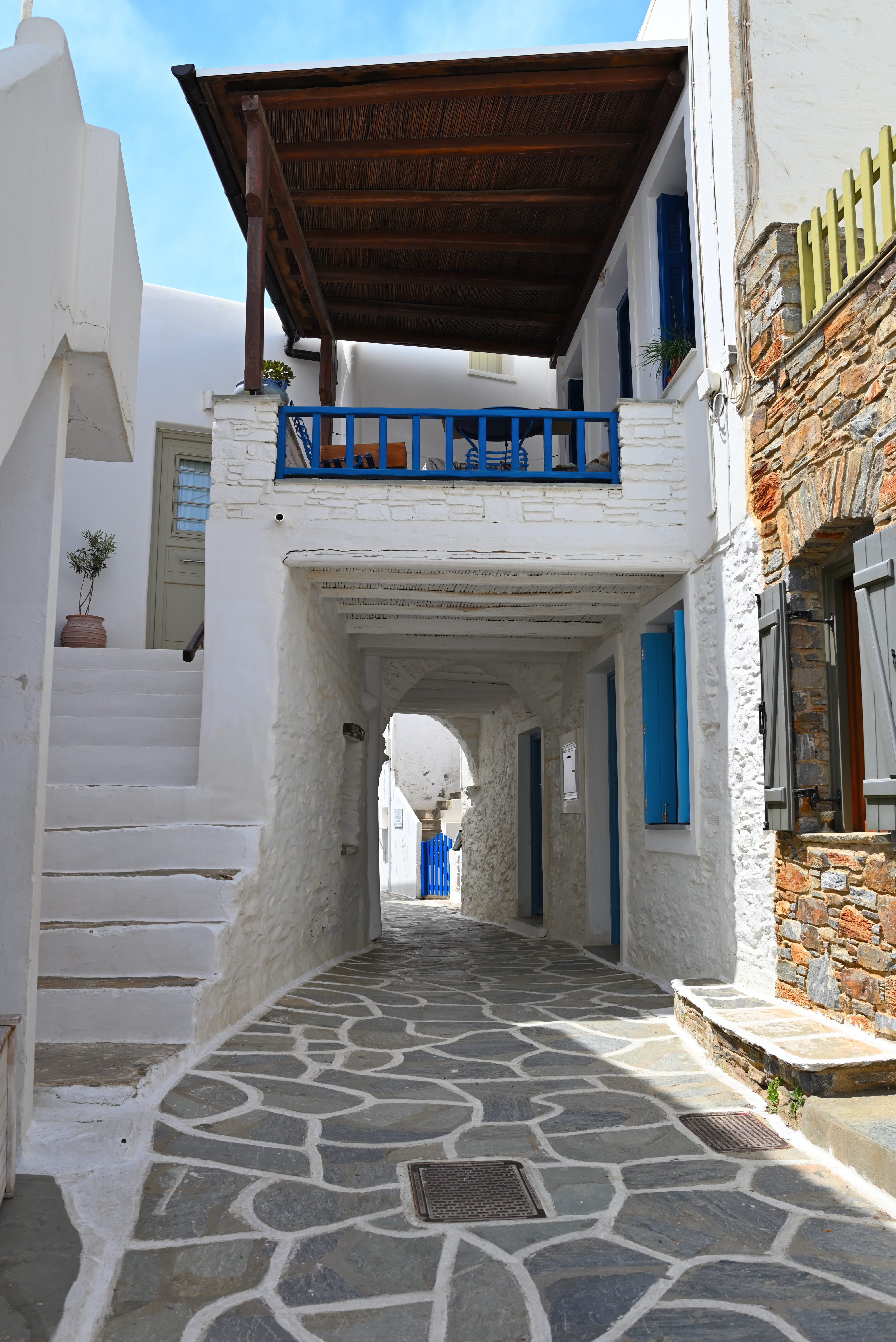
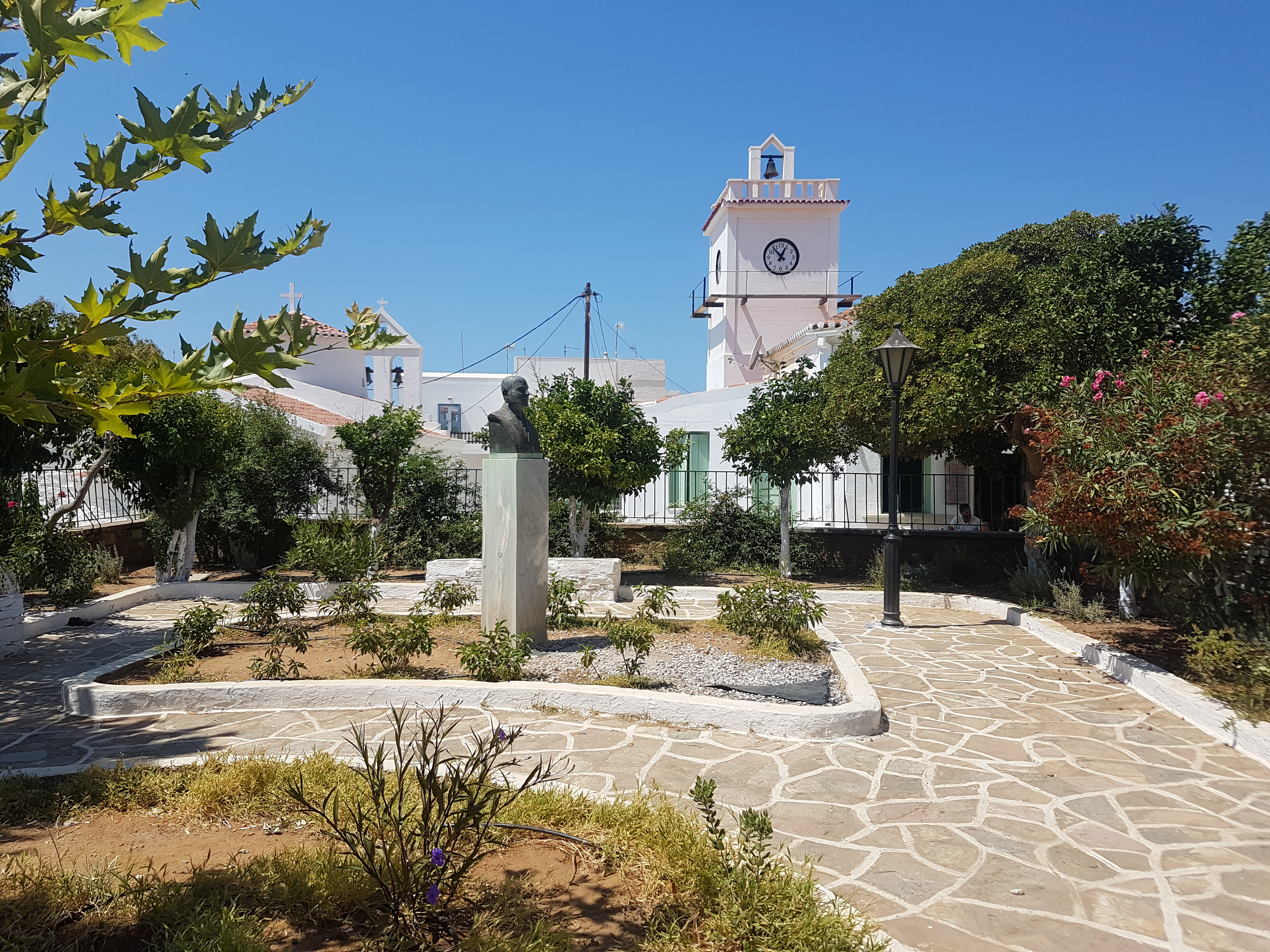
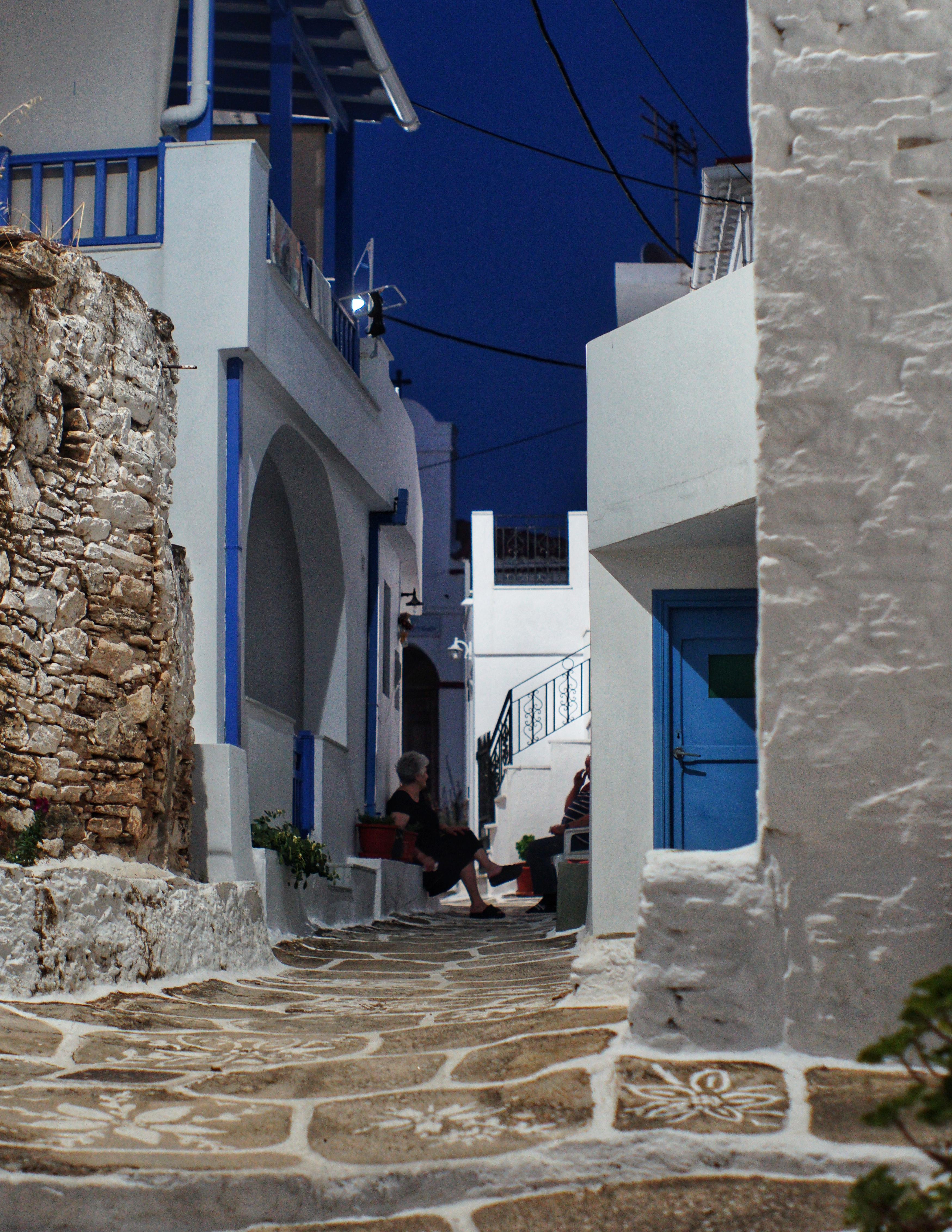
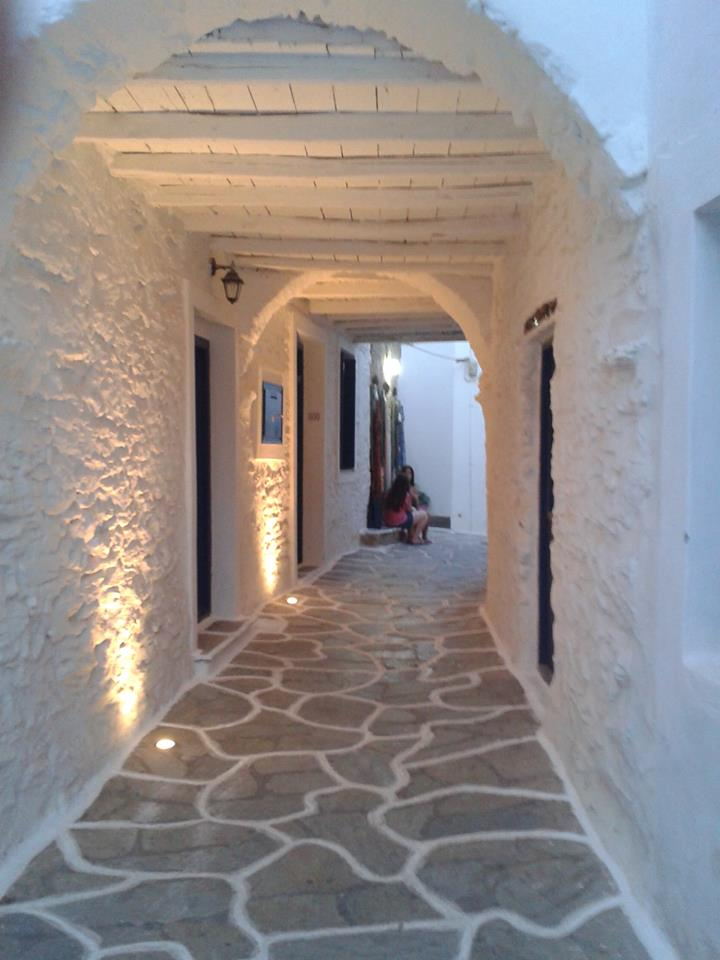